# Yoshiaki Banno
Yoshiaki Banno (jap. 番野善明 Banno Yoshiaki) (1952–1991) – japoński astronom amator. 
Współodkrył jedną planetoidę, razem z Takeshim Uratą. Zginął w wypadku samochodowym w drodze z pracy do domu. 
Na jego cześć nazwano asteroidę (3394) Banno. 
| Odkryte planetoidy: 1 (wspólnie z Takeshim Uratą) | Odkryte planetoidy: 1 (wspólnie z Takeshim Uratą) |
| ------------------------------------------------- | ------------------------------------------------- |
| (4200) Shizukagozen                               | 28 listopada 1983                                 |
|                                                   |                                                   |